# Auchtermuchty
Auchtermuchty (gaelico scozzese: Uachdar Mucadaidh - letteralmente Campo dei cinghiali, è una cittadina del Fife, Scozia, situata a oltre 15 km a nord di Glenrothes. Nel territorio ci sono tracce di presenza umana già da 2000 anni, mentre i Romani vi avevano stabilito un accampamento nella parte sudorientale.
Nel passato era prevalente l'industria tessile che, nel XVIII secolo, fu sostituita dall'industria metallurgica. Dal 1829 al 1929 fu attiva una distilleria che fu chiusa quando entrò in vigore il proibizionismo negli Stati Uniti d'America.
Attualmente Auchtermuchty è una tranquilla cittadina con una piccola industria e con molti abitanti che lavorano nelle città circostanti.